# Royal Dragoon Guards

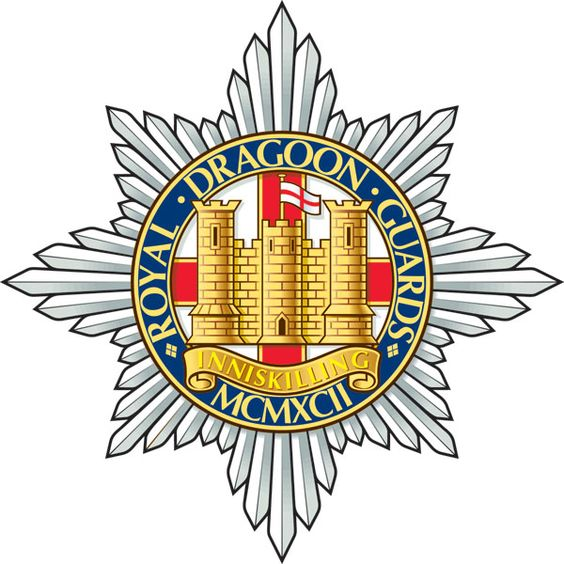
Abzeichen der Royal Dragoon Guards

Tactical recognition flash der Royal Dragoon Guards

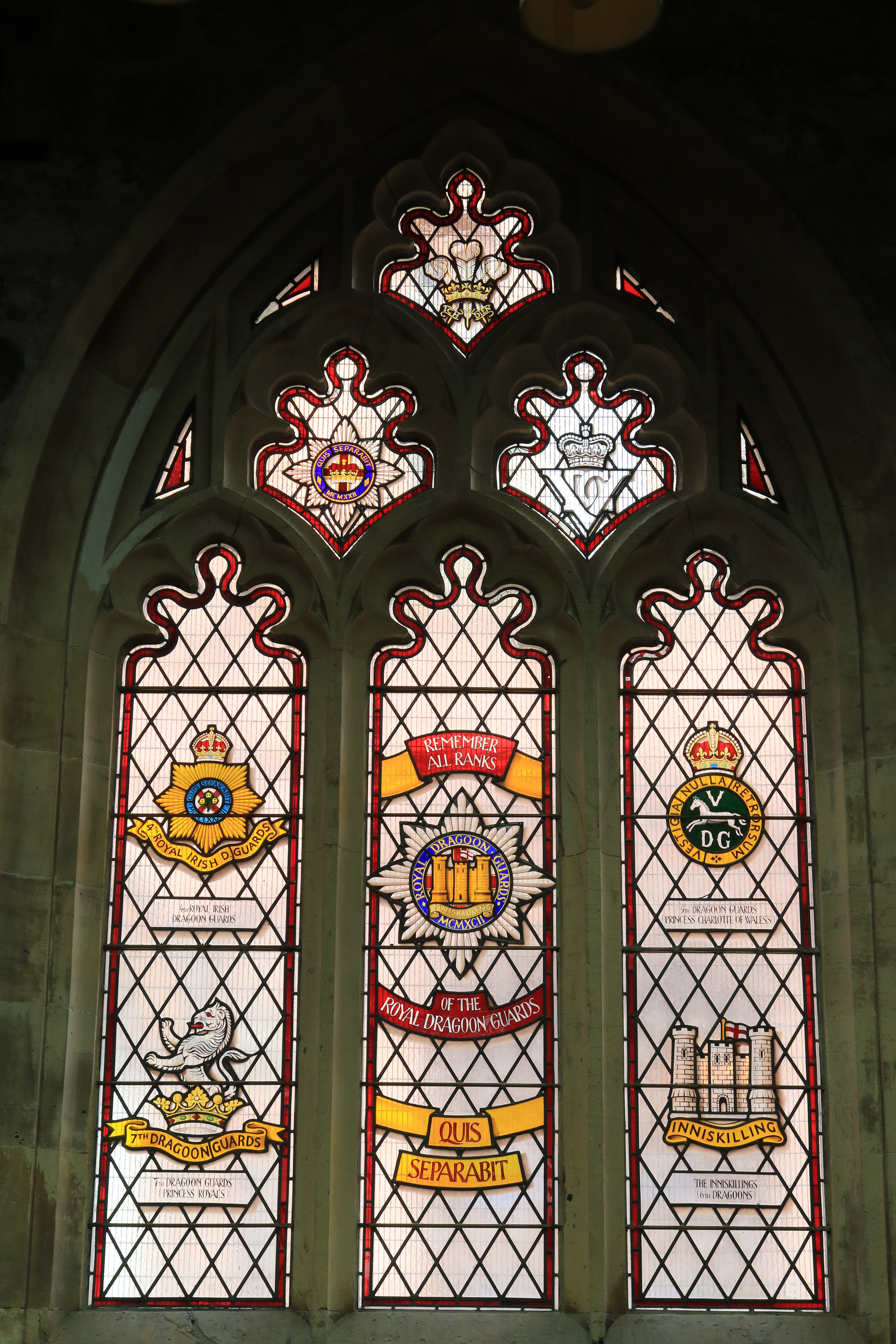
Fenster mit den Abzeichen des Regiments in der Regimentskirche All Saints, Pavement in York

Die Royal Dragoon Guards (RDG) sind ein Kavallerie-Regiment der Britischen Armee. Das Regiment ist mit Panzern ausgestattet und ist Teil des Royal Armoured Corps.

## Geschichte
Das Regiment entstand am 1. August 1992 durch Zusammenlegen der 4th/7th Royal Dragoon Guards und der 5th Royal Inniskilling Dragoon Guards. Ursprünglich handelte es sich bei der Einheit um ein mit Kampfpanzern (z. B. dem Challenger 1 und 2) ausgerüstetes schweres Panzerregiment, heute führt sie mit leichten Panzerfahrzeugen (z. B. dem Scimitar und dem Warrior) Nahaufklärung durch.
Das Regiment hat seine Basis in den Battlesbury Barracks, Wiltshire. Die Royal Dragoon Guards waren sowohl in Bosnien (1997), dem Irak (2004 und 2007), als auch in Afghanistan (2010 und 2013) aktiv. Das Regiment unterstützte Einsätze in Nordirland (1996).
Die Soldaten des Regiments stammen aus Nordengland und Irland, hauptsächlich jedoch aus Yorkshire.

## Colonels
Colonel-in-Chief des Regiments war seit 1992 Charles, Prince of Wales. Nachdem dieser 2022 als Charles III. König wurde, wurde 2023 sein Bruder Prince Edward, Duke of Edinburgh sein Nachfolger als Colonel-in-Chief. Das Amt des Deputy Colonel-in-Chief des Regiments bekleidet seit 1992 Katharine, Duchess of Kent.
Colonel of the Regiment der Royal Dragoon Guards waren:
- 1992–1994: Major-General Patrick Brooking
- 1994–2000: Lieutenant-General Sir Anthony Mullens
- 2000–2004: Major-General Patrick Anthony John Cordingley
- 2004–2009: Brigadier Clendon Douglas Daukes
- 2009–2014: Brigadier Edward John Torrens-Spence
- 2014–2019: Brigadier Nicholas Charles Tristram Millen
- 2019–2024: Major General Timothy D. Hyams
- seit 2024: Brigadier J. S. A. Carr-Smith

## Traditionslinien
| 17. Jahrhundert–1922                               | 1922–1992                             | 1992–heute               |
| -------------------------------------------------- | ------------------------------------- | ------------------------ |
| 4th Royal Irish Dragoon Guards                     | 4th/7th Royal Dragoon Guards          | The Royal Dragoon Guards |
| 7th Dragoon Guards (Princess Royal’s)              | 4th/7th Royal Dragoon Guards          | The Royal Dragoon Guards |
| 5th Dragoon Guards (Princess Charlotte of Wales’s) | 5th Royal Inniskilling Dragoon Guards | The Royal Dragoon Guards |
| The Inniskillings (6th Dragoons)                   | 5th Royal Inniskilling Dragoon Guards | The Royal Dragoon Guards |